# Fanellhorn
Il Fanellhorn (3.124 m s.l.m.) è una montagna delle Alpi dell'Adula nelle Alpi Lepontine.

## Descrizione
Si trova nel Canton Grigioni sopra il lago di Zervreila e il Guraletschsee, in fondo alla valle di Vals.